# Фрау Холе
„Фрау Холе“ (на немски: Frau Holle), известна също като „Майка Холе“ (Mutter Holle), „Майка Хулда“ (Mutter Hulda) или „Стара Майка Мраз“ (Alte Mutter Frost) е немска приказка, събрана от Братя Грим в Детски и домашни приказки (Kinder- und Hausmärchen) през 1812 г. (KHM 24). Приказката е тип 480 от Сюжетния указател на фолкорните приказки (Aarne–Thompson–Uther Index).
Фрау Холе, известна също в различни региони като Хола (Holla), Холда (Holda), Перхта (Perchta), Берхта (Berchta), Берта (Berta) или Берта (Bertha), първоначално е била предхристиянска легендарна женска фигура, оцеляла в народните вярвания до 19 век.
Името може да е родствено на скандинавското създание, известно като Хулдер (Hulder). Якоб Грим прави опит да я утвърди като германска богиня.

## Легендарно създание

### Етимология
Смята се, че името произхожда от немското huld („милостив, приятелски настроен, съпричастен, благодарен“, откриваемо в hold sein, huldigen), средновисоконемското hulde, старовисоконемското huldī („дружелюбност“). Сродно с датското и шведското huld („справедлив, любезен, любезен“) или „hyld“ („таен, скрит“), исландското hollur („верен, всеотдаен, лоялен“), средноанглийското hold, holde, староанглийското hold („милостив, приятелски настроен, мил, благоприятен, верен, верен, лоялен, набожен, приемлив, приятен"), от протогерманското hulþaz („благоприятен, милостив, лоялен"), от протоиндоевропейското *kel- („да се грижа“, „да покрия“).
Името Хлудана (Hludana) се среща в пет латински надписа: три от долното течение на Рейн (Corpus Inscriptionum Latinarum XIII 8611, 8723, 8661), един от Мюнстерайфел (CIL XIII, 7944) и един от Бетгум, Фризия (CIL XIII, 8830), всички датиращи от 197 г. – 235 г. сл. Хр. Правени са много опити за тълкуване на това име. Якоб Грим предполага в „Германска митология“, че Хлудана трябва да бъде идентифицирана със скандинавската богиня на земята Йорд (Hlóðyn).

### Произход и удостоверяване
Мария Гимбутас назовава Хулда (или Холда, Хола, Холе) като първоначално древна германска върховна богиня, която предшества по-голямата част от германския пантеон, включително божества като Один, Тор, Фрея и Локи, продължавайки традициите на праиндоевропейския Неолитна Европа.
Тъй като християнството бавно заменя германското езичество през Ранното средновековие, много от старите обичаи постепенно са изгубени или асимилирани в християнската традиция. До края на Развитото средновековие германското езичество е почти напълно маргинализирано и се смесва със селския фолклор, в който персонажът на Фрау Хулда в крайна сметка оцелява.
В германския предхристиянски фолклор Hulda, Holda, Holle и Holla са имена, обозначаващи едно същество. Хулда също е свързана с германската фигура Перхта. Тя живее на дъното на кладенец, язди каруца и първа научава занаята да прави бельо от лен. Според Ерика Трим Перхта възниква от смесването на германски и предгермански, вероятно келтски, традиции на алпийските региони след периода на Великото преселение на народите през Ранното средновековие.
Холе е богинята, при която отиват децата, починали като бебета, и е алтернативно известна като Dunkle Großmutter (Тъмната баба) и Weisse Frau (Бялата дама) – елементи, които по-често се свързват и с приказката на братя Грим.
Фестивалът на Фрау Холе е в средата на зимата – времето, когато хората се оттеглят на закрито от студа. Може да е от значение, че Дванадесетте дни на Коледа първоначално са били Zwölften („Дванадесетте“), които подобно на същия период в келтския календар са били междинен период, през който се е смятало, че мъртвите бродят в чужбина.
Връзката на Холда с духовния свят чрез магията на преденето и тъкането я свързва с чародейството в католическия немски фолклор. Смятало се, че тя язди с вещици на хурки, които много приличат на метлите, които се смята, че вещиците яздят. По същия начин Холда често се идентифицира с Диана в старите църковни документи. Още в началото на 11 век тя изглежда е била известна като водачка на жените и на женските нощни духове, които в обикновения език се наричат Hulden от Holda. Тези жени са напускали домовете си като духове, излизайки „през затворени врати в тишината на нощта, оставяйки спящите си съпрузи зад себе си“. Те са пътували на огромни разстояния през небето, до големи пирове или до битки сред облаците.
Canon Episcopi от 9 век порицава жените, които твърдят, че са яздили с „тълпа от демони“. По-късната редакция на Бурхард от Вормс на същия текст разширява това в раздела „De arte magica“: „Вярвали ли сте, че има някаква жена, която глупавият селянин нарича Холда [в някои ръкописи strigam Holdam, вещицата Холда], която е в състояние да направи определено нещо, такова че измамените от дявола да се утвърдят по необходимост и по заповед да го направят, т.е. с тълпа от демони, трансформирани в подобие на жени, от които в определени нощи да се изисква да яздят определени зверове и самите те да бъдат причислени към тяхната компания? Ако сте участвали в това неверие, от вас се изисква да се покаете в продължение на една година в определени дни за пост.“
По-късните канонични и църковни документи я правят синоним на Диана, Иродиада, Берта, Ричела и Абундия. Карло Гинзбург (1990) идентифицира подобни вярвания, съществуващи в цяла Европа от повече от 1000 години, при които се е смятало, че мъжете и жените напускат телата си духом и следват богиня, наричана по различен начин – Холда, Диана, Иродиада, Синьора Ориенте/Мадона Ориенте, Ричела, Арада и Перхта. Той също така идентифицира силни морфологични прилики с по-ранните богини Хеката / Артемида, Артио, Матрес от Енгион, Матрона и Епона, както и фигури от приказки като Пепеляшка.

Басня от 16 век, записана от Еразъм Албер, говори за „армия от жени“ със сърпове в ръка, изпратена от Фрау Хулда. Тома Рейнесий през 17 век говори за Вера от Войгтланд и нейната „тълпа от менади“.
Фрау Холе фигурира в някои предхристиянски алпийски традиции, оцелели до наши дни. По време на коледния период в алпийските райони на Германия, Австрия и Северна Швейцария все още се провеждат диви маскирани шествия в редица градове, имитиращи Холда, Перхта или сродни същества и Дивия лов. Дивият лов е фолклорен мотив, който обикновено включва преследване, водено от митологична фигура, придружавана от призрачна или свръхестествена група ловци, ангажирани в преследването. Ярките визуални описания на фигурата може да намекват за популярен костюмиран портрет, може би като част от сезонен фестивал или празнична драматургия.
Братя Грим базират теорията си за Холда на това, което той приема за най-ранните препратки към нея: интерполация от 11 век към Canon Episcopi от Бурхард от Вормс и предхристиянски римски надписи на Хлудана, които той условно свързва със същото божество. Имало е ранни предизвикателства да се свърже тази фигура с езическа богиня, тъй като най-ранната ѝ сигурна поява я свързва с Дева Мария, обикновено наричана „Кралицата на небето“: текст от началото на 13 век, изброяващ суеверия, гласи, че „В нощта на Рождество Христово слагат трапезата за Небесната царица, която хората наричат Фрау Холда, за да им помогне“ Лоте Моц и Карло Гинзбург заключават, че тя е от предхристиянски произход въз основа на сравнение с други забележително подобни фигури и ритуални обреди, разпространени в цяла Европа.
Една езическа Холда получава широко разпространение в каталозите на суеверията и в проповедите през 15 век, а през 16 век Мартин Лутер използва образа, за да олицетвори недостатъците на враждебния Разум в богословски контекст.
В заключение, Фрау Холе е една от най-трайните женски легендарни фигури в Германия и представлява предхристиянско божество, оцеляло в народните вярвания и в паметта на обикновените хора до 19 век.

### Варианти

#### Фрау Гауден
Фрау Гауден (Frau Gauden), известна още като Фрау Годе (Frau Gode), Фрау Гаур (Frau Gaur), Фру Годен (Fru Goden), Фрау Вол (Frau Wohl) и Майка Гауеркен (Mutter Gauerken), е същество от фолклора на Мекленбург. Казват, че тя е прокълната, защото е казала, че предпочита вечно да ловува, вместо да отиде в Рая, а дъщерите ѝ, изразили същото желание, са били превърнати в малки кучета, които или теглят нейната каруца или шейна, или служат като ловни кучета. Тя посещава домовете на хората по време на Дванадесетте нощи на Коледа (религиозният и празничен период между Коледа (25 декември) и Богоявление (6 януари)) и наказва мързеливите, докато понякога награждава добродетелните или онези, които ѝ помагат.

#### Перхта
Братя Грим казват, че Перхта (Perchta) или Берхта (Berchta) е била известна „именно в горногерманските региони, където Холда си тръгва – в Швабия, в Елзас, в Швейцария, в Бавария и Австрия“. Според Якоб Грим (1882) за Перхта се е говорило на старонемски език през 10 век като Фрау Берхта и се е смятало, че е женски дух в бяла роба. Тя е била известна като богиня, която е ръководела преденето и тъкането, подобно на митовете за Холда в регионите на Континентална Германия. Той вярва, че тя е женският еквивалент на Берхтолд и понякога е била водачка на дивия лов.
Според Ерика Тим Перхта възниква от смесването на германски и предгермански, вероятно келтски, традиции на алпийските региони след периода на Великото преселение на народите през Ранното средновековие.

#### Шпилахоле
Шпилахоле (Spillaholle, на силезийски немски също Spillahulle, Spillahole, Spillahôle, Spiellahole; на стандартен немски: Spindelholle), букв. „Холе с вретено“) е легендарно създание, което се среща изключително на немски фолклор на бивша Германска Силезия включително Австрийска Силезия. Подобно същество се среща в народните приказки на бивша немскоговореща Бохемия. Шпилахоле е силезийският вариант на женските немски легендарни създания като Хулда (Фрау Холе) или Перхта. В Бохемия тя е известна просто като Фрау Холе („Г-жа Холе"). Други силезийски имена са Затцемзузе (Satzemsuse), Микадруле (Mickadrulle) и Микатруле (Mickatrulle).
Шпинделхоле е жълтеникава старица с къси ръце и крака, понякога директно наричана „вещица“. Тя се появява с качулка (характеризирана с името Попелхоле (Popelhole) или Попелхьоле (Popelhôle; на стандартен немски: Popelholle; букв. „Холе с качулка“) или е облечена в дрипави дрехи (както е показано от варианта на името Цумпедруле (Zumpeldrulle) или Цомпелдрол (Zompeldroll)). Тя също може да бъде видяна в стара франконска рокля или като цяло оформена като кожен ръкав. Бохемската Фрау Холе е дребна и грозна възрастна жена, която носи наръч коприва.
Основната дейност на Шпилхоле е свързана с преденето, тъй като тя е надзирателка на табутата за предене и на талига, използван за предене от деца. Следователно голямо разнообразие от нейни имена показва връзка с вретеното, като Spilladrulle, Spillagritte, Spillmarthe, Spillalutsche или Spellalutsche.
Появата на Шпилахоле е главно през зимните месеци, особено по време на Адвента, Коледа или по време на Zwölften (Дванадесетте нощи на Коледа). Тя ходи от къща на къща, за да види дали децата и предачките предат усърдно, гледа през прозорците или дори през всички пролуки в стената на къщата. Когато те все още предат вечерта и през нощта, тогава ще има леки или дори тежки наказания.
Когато предящите не са приключили с преденето си, Satzemsuse ще седи в скута им по време на предене или дори ще им даде магмени вретена вместо нормални. Шпилахоле взема мързеливите предачки. Фрау Холе ги бие с наръч коприва. Ако целият кълч вече е изпреден, тогава не само няма да има наказание, но дори един наръч коприва ще бъде оставен в къщата, за да пази къщата от нещастие през цялата следваща година. Освен това в Бохемия всяко предене е забранено в нощта на Свети Тома (21 декември). Ако една тъкачка все пак работи, тя ще бъде наказана от Фрау Холе.
На децата, които предат през нощта, Шпиндехоле казва: „Verzage nicht, verzage nicht, warum spinnst du die Zahl am Tage nicht? (Не се плаши, не се плаши, защо не изпредеш числото през деня?) След това тя убива децата или ги взема. За да не се случи това, те ще бъдат предупредени от родителите си, когато вечерта вятърът вие в печката: „Die Spillagritte kommt! (Шпилагрите идва!), или ще трябва да изслушат следната рима:
| силезийски немски                  | стандартен немски                        | Български                                   |
| ---------------------------------- | ---------------------------------------- | ------------------------------------------- |
| Спент, Кендала, спент,             | Spinnt, Kinderlein, spinnt,              | Предете, малки деца, предете,               |
| De Spellalutsche kemmt;            | Die Spillalutsche kommt;                 | Шпилалутше идва;                            |
| Se guckt zu olla Löchlan rei,      | Sie guckt zu allen Löchlein rein,        | Тя наднича през всички малки пролуки,       |
| Ebs Strânla watt bâle fertig sein. | Ob das Strähnlein wird bald fertig sein. | дали малката нишка ще бъде завършена скоро. |

Шпилахоле също плаши хората до смърт или се разхожда в странство по горски пътеки. По-малко злонамерена нейна дейност е причиняването на сняг, както е известно и от стандартната Фрау Холе. Когато Шпилахоле разклати леглото си, тогава ще вали сняг.
Домът на Шпинделхоле се намира под скала в гората, известна като Spillalutschenstein („Камъкът на Spillalutsche“). През нощта седем светлини могат да се видят над него. Обикновено Шпилахоле се появява сама, но като Попелхоле тя е омъжена за Попелман, немско-силезийски бугимен. Като Затцемзузе тя има спътници, които са Затценкатер (Satzemkater) (Kater = котарак), Затцемциге (Satzemziege) (Ziege = коза) и Рилпен (Rilpen) – колектив от дървесни духове. Бохемската Фрау Холе е придружена от малки деформирани създания, на които тя нарежда да бият скандално предачките с пръчки.

## Приказка

### Предистория
Приказката е публикувана от Братя Грим в първото издание на Kinder- und Hausmärchen, публикувано през 1812 г. Техен източник е приятелката и бъдеща съпруга на Вилхелм Грим Дортхен Уайлд. Във второто издание (1819 г.) са добавени някои подробности, най-вече поздравите на петела, базирани на разказа на Георг Август Фридрих Голдман от Хановер.
Все още е често срещан израз в Хесен, южните части на Нидерландия и извън нея да се каже „Хулда си оправя леглото“, когато вали сняг, тоест тя разклаща леглото си и от небето идва сняг. Подобно на много други приказки, събрани от братя Грим, историята на Фрау Холе е разказана, за да учи на морал. В този случай упоритата работа се възнаграждава, а мързелът се наказва.

### Резюме
Една богата вдовица живеела с дъщеря си и доведената си дъщеря. Вдовицата предпочитала по-малката си биологична дъщеря, позволявайки ѝ да се разглези и да мързелува, докато по-голямата ѝ доведена дъщеря била оставена да върши цялата работа.

Всеки ден доведената дъщеря седяла пред колибата и предяла до кладенеца. Един ден тя убола пръста си на върха на вретеното. Когато се навела над кладенеца, за да измие кръвта, вретеното паднало от ръката ѝ и потънало далеч от погледа ѝ. Доведената дъщеря се уплашила, че ще бъде наказана за загубата на вретеното, и в паника се хвърлила след него в кладенеца.
Момичето се озовало на една поляна, където попаднало на пещ, пълна с хляб. Хлябът поискал да бъде изваден, преди да е изгорял. С хлебна лопата тя извадила всички хлябове и продължила. Тогава стигнала до ябълково дърво, което поискало ябълките му да бъдат събрани. Така че тя го направи и ги събрала на купчина, преди да продължи по пътя си. Накрая тя стигнала до малка къща на старица, която предложила да позволи на момичето да остане, ако помогне с домакинската работа.
Жената се представила като фрау Холе и предупредила момичето да изтръска добре пухените възглавници и завивката, когато оправя леглото, тъй като това ще направи сняг в света на момичето. Момичето се съгласило да бъде на служба при фрау Холе и се погрижило винаги да разклаща пухения дюшек, докато перата не се разхвърчавали като снежинки.
След известно време момичето изпитало носталгия и казало на Фрау Холе, че е време да се върне у дома. Фрау Холе била толкова впечатлена от добротата и трудолюбието на момичето, че когато го придружила до портата, златен дъжд се изсипало върху него. Дала ѝ и вретеното, паднало в кладенеца. С това портата се затворила и момичето се озовало обратно недалеч от къщата на майка си.
Майка ѝ желаела същия късмет и за биологичната си дъщеря. Сложила я и тя да седне до кладенеца и да преде, но момичето нарочно хвърлило вретеното в кладенеца, преди да скочи сама. Тя също отишла до фурната, но не помогнало на хляба, нито на ябълката. Когато дошла в къщата на фрау Холе, тя също се цанила на служба там. След това тя се отдала отново на своя мързел. Фрау Холе скоро я отпратила. Докато мързеливото момиче стояло на портата, върху нея се излял чайник смола. „Това е, което си заслужила“, казала Фрау Холе и затворила портата.
Други версии описват, че от устата на първото момиче падало парче злато, всеки път когато заговоряла, докато от устата на второто това било жаба, както е изобразено в приказката на Шарл Перо „Диаманти и жаби“ (наречена от него "Les Fées").

### Анализ
Подобно на много други приказки, събрани от братя Грим, „Фрау Холе“ олицетворява доброто и лошото поведение и подходящата награда, определена за всяко. Въпреки това тя също показва редица контрасти с други истории. Обикновено магическите същества, които се появяват в приказките, трябва да влязат в реалния свят и да се покажат на главните герои, преди да може да се осъществи каквото и да е ходатайство. Освен това тези същества почти винаги са анонимни и следователно трудно могат да бъдат съпоставени с фигури от предхристиянската митология. За разлика от това Фрау Холе живее някъде над Земята и героите трябва да отидат при нея с парадокса на гмурването в извор. Когато оправя леглото си, свободните пера се „разбъркват“ и падат на земята като сняг, така че тази приказка също е мит за произхода. Сравнението между фрау Холе и богиня на времето или земята е неизбежно. Якоб Грим отбелязва, че Тунар (Тор) прави дъжд по подобен начин, което предполага много висок ранг на фрау Холе в пантеона.
Въпреки че не е уникална в това отношение, историята на Фрау Холе е забележителна и с липсата на мотиви, свързани с класата, като дворци, зали, в които човек може или не може да бъде поканен, и издигането до статута на благородника чрез брак.
Според системата за класификация на приказките на Аарне-Томпсън-Ютър, Майка Хулда е история от тип 480 – Мили и немили момичета. Други приказки от този тип включват:
- „Шита-кири Сузуме“ (舌切り雀, shita-kiri suzume), традиционна японска приказка
- „Диаманти и жаби“ ("Les Fées" или "The Fairies"), френска приказка, Шарл Перо
- „Трите глави в кладенеца“ (The Three Heads in the Well), английска приказка, Джоузеф Джейкъбс
- „Дядо Мраз“ (Морозко), руска приказка, Александър Афанасиев
- „Тримата човечета в гората“ (Die drei Männlein im Walde), германска приказка, братя Грим
- „Омагьосаният венец“ (The Enchanted Wreath), скандинавска приказка, Бенджамин Торп
- „Старата вещица“ (The Old Witch), английска приказка, Джоузеф Джейкъбс
- „Двете ковчежета“ (The Two Caskets), скандинавска приказка, Бенджамин Торп

Литературните варианти включват „Трите феи“ (Le tre fate), италианска приказка на Джанбатиста Базиле, и „Аврора и Еме“ (Aurore and Aimée), френска приказка на Жан-Мари, принц дьо Бомон.

### Филмови адаптации
- Mutter Holle (1906), Германия
- Frau Holle (1953), Източна Германия
- Frau Holle (1954), Западна Германия
- Mutter Holle (1961), Западна Германия
- Mutter Holle (1963), Източна Германия
- Maria d'Oro und Bello Blue (1973), Западна Германия
- Perinbaba (1985), Чехословакия
- Frau Holle (2008), Германия